# Compsoleon
Compsoleon är ett släkte av insekter. Compsoleon ingår i familjen myrlejonsländor.
Kladogram enligt Catalogue of Life:
| Compsoleon | \| \| Compsoleon bembicidis \| \| \| \| \| \| Compsoleon occultus \| \| \| \| |
|            | \| \| Compsoleon bembicidis \| \| \| \| \| \| Compsoleon occultus \| \| \| \| |
|            | Compsoleon bembicidis                                                         |
|            |                                                                               |
|            | Compsoleon occultus                                                           |
|            |                                                                               |